# 穗花牡荆
穗花牡荆（学名：Vitex agnus-castus），俗名貞潔樹、聖潔樹（Chaste tree）或黃荊（Vitex）、西洋牡荊樹（Chasteberry tree），是一種生長在地中海盆地和中亞地區的原生植物，为马鞭草科牡荆属下的一个芳香灌木。本物種亦是熱帶或亞熱帶被子植物属牡荆属少數的溫帶物種。泰奧弗拉斯托斯在他的著作《Enquiry into Plants》曾提及這種灌木多次，稱之為 ()。 
株高达5米。花藍紫色或淡紫色，簇生成穗。小枝柔软，可编篮筐。果实红色，用于调味或健康食品使用。叶5-7浅裂，叶背和枝被白色毡状毛。

## 外部連結
- Medicine Docs: Vitex agnus-castus (medicinal plant)